# 紀元前697年
紀元前697年（きげんぜん697ねん）は、西暦（ローマ暦）による年。紀元前1世紀の共和政ローマ末期以降の古代ローマにおいては、ローマ建国紀元57年として知られていた。紀年法として西暦（キリスト紀元）がヨーロッパで広く普及した中世時代初期以降、この年は紀元前697年と表記されるのが一般的となった。

## 他の紀年法
- 干支 : 甲申
- 中国
  - 周 - 桓王23年
  - 魯 - 桓公15年
  - 斉 - 襄公元年
  - 晋 - 晋侯緡10年
  - 秦 - 武公元年
  - 楚 - 武王44年
  - 宋 - 荘公14年
  - 衛 - 恵公3年
  - 陳 - 荘公3年
  - 蔡 - 桓侯18年
  - 曹 - 荘公5年
  - 鄭 - 厲公4年
  - 燕 - 桓侯元年
- 朝鮮
  - 檀紀1637年
- ユダヤ暦 : 3064年 - 3065年

## できごと

### 中国
- 夏四月己巳[1]，斉國葬釐公，子の諸児（しょげい）が立って斉君（以降は襄公と表記）となった。
- 鄭の厲公が祭仲を殺すよう雍糾に命じたが、かえって雍糾は祭仲に殺害され、厲公は蔡に亡命した。昭公が帰国して鄭の国君に立てられた。
- 許の穆公が許に帰国して国君として立った。
- 斉の襄公と魯の桓公が艾で会合した。
- 鄭の厲公が櫟に入った。
- 冬十一月，魯の桓公・宋の荘公・衛の恵公・陳の荘公が袲で会合した。[2][3]

## 死去
- 斉の釐公
- 周の桓王